# Marianne Faithfull

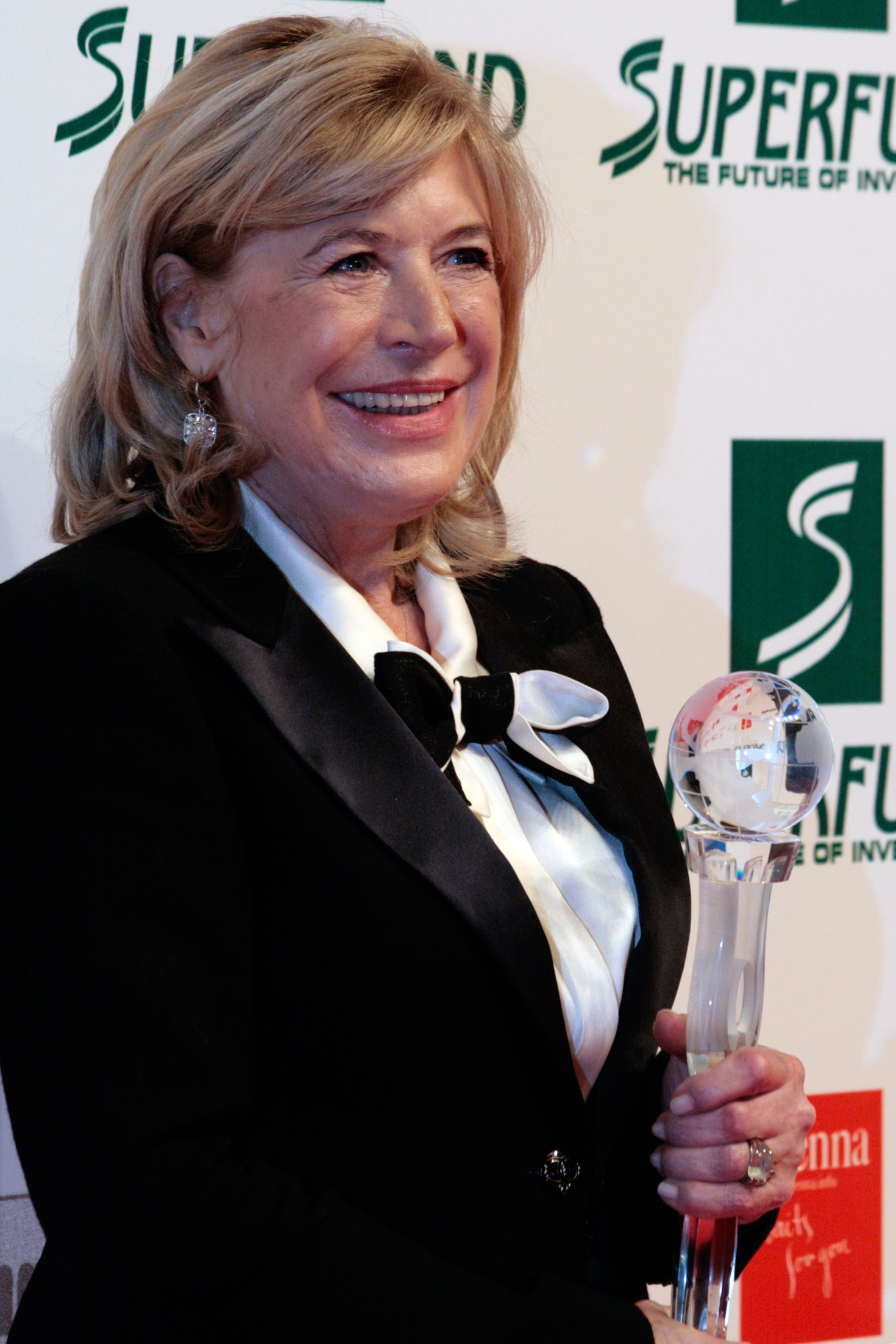
Marianne Faithfull (2009)

Marianne Evelyn Gabriel Faithfull (* 29. Dezember 1946 als Marian Evelyn Faithfull in London; † 30. Januar 2025 ebenda) war eine britische Sängerin und Schauspielerin. Sie wurde 1964 durch ihre Interpretation des Liedes As Tears Go By bekannt und war ab da ein Teil der Swinging Sixties. In die Presse geriet Faithfull auch durch ihre Beziehung mit Mick Jagger. 1979 gelang ihr ein Comeback mit dem Album Broken English.

## Leben

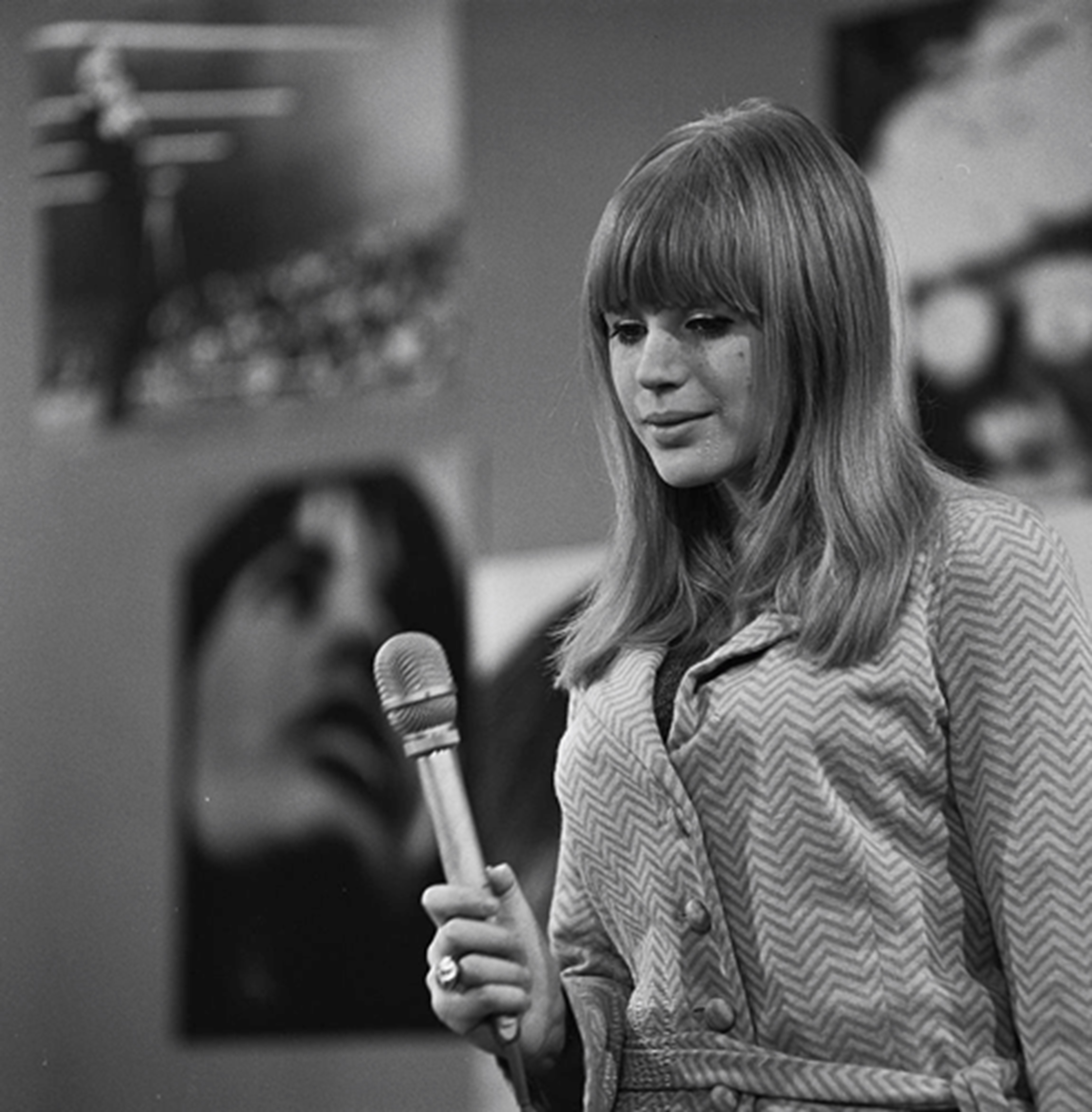
Marianne Faithfull (1966)

### Frühes Leben
Marianne Faithfull wurde 1946 im Londoner Stadtteil Hampstead geboren. Durch ihre Mutter, Eva Hermine von Sacher-Masoch, Freiin Erisso (1912–1994), eine Großnichte des Schriftstellers Leopold von Sacher-Masoch, hatte sie auch österreich-ungarische Wurzeln. Ihr Vater, Major Robert Glynn Faithfull (1912–1998), war ein angesehener Offizier der britischen Armee und Professor für Psychologie. Faithfull besuchte eine Klosterschule.

### Durchbruch und Krisen
Mitte der 1960er Jahre wurde Faithfull als junge Pop-Sängerin in England und im Rahmen der „British Invasion“, also in der Zeit großer Popularität britischer Musikgruppen wie The Beatles und The Rolling Stones, auch in den USA bekannt. 1964 begann ihre Gesangskarriere mit dem Lied As Tears Go By, einer Komposition von Mick Jagger und Keith Richards von den Rolling Stones, die sie im März 1964 bei einer Feier anlässlich einer Plattenveröffentlichung der Sängerin Adrienne Poster kennengelernt hatte. Bei dieser Party überredete Andrew Loog Oldham die Musiker, einen Song für Faithfull zu schreiben. Anschließend veröffentlichte sie eine Reihe weiterer erfolgreicher Singles, darunter This Little Bird, Summer Nights und Sister Morphine.
Im Mai 1965 heiratete Faithfull den Künstler und Kunstmagnaten John Dunbar; im November 1965 wurde ein Sohn geboren. 1967 verließ sie Dunbar; die Ehe wurde 1970 geschieden.

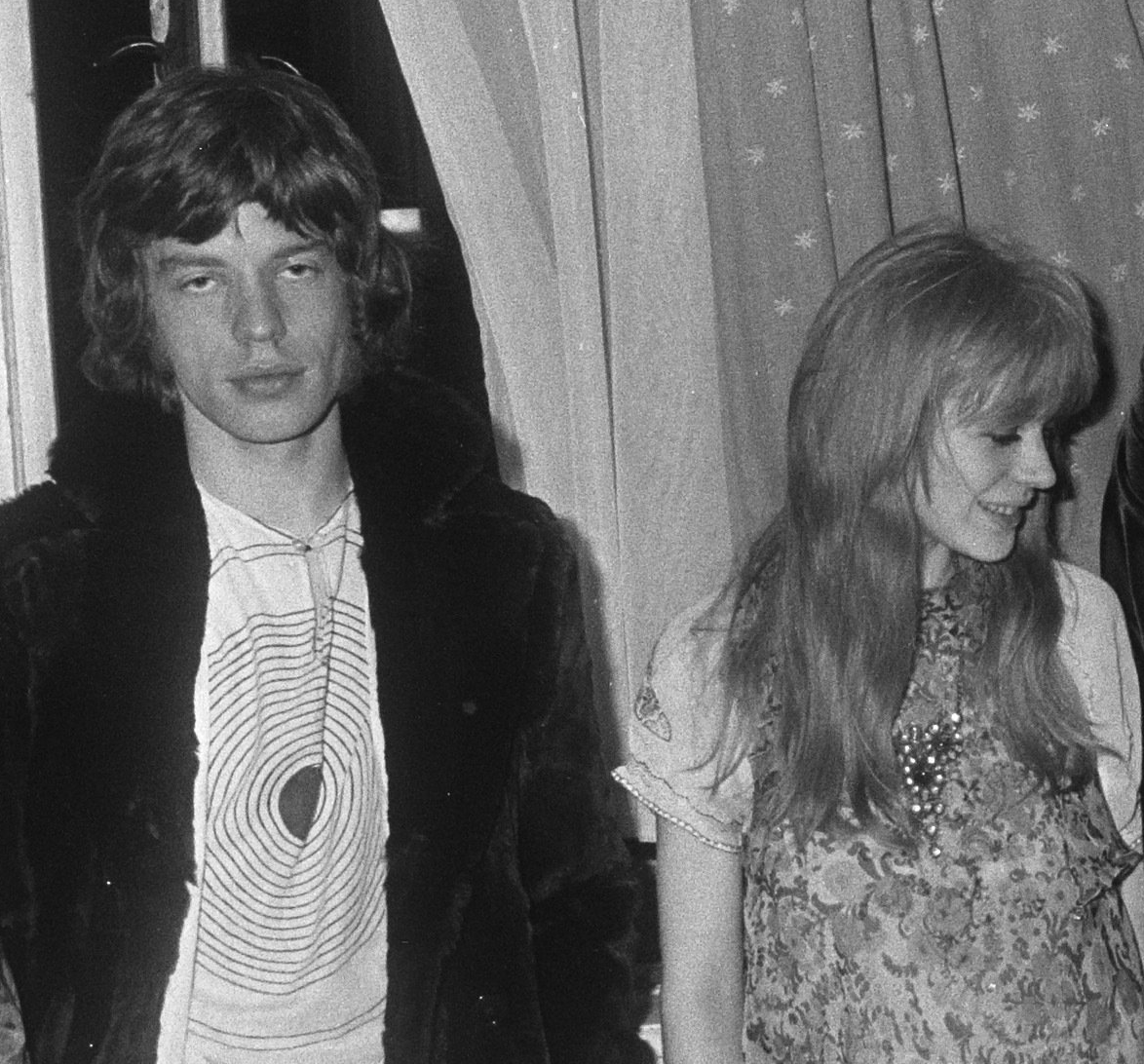
Mick Jagger und Marianne Faithfull (1967)

In der Boulevardpresse wurde Faithfull vor allem durch ihre Liebesbeziehung zu Mick Jagger bekannt, der angeblich den Song Wild Horses auf dem Rolling-Stones-Album Sticky Fingers (1971) für sie komponierte. Der Song Sister Morphine vom selben Album entstammt der Feder von Faithfull und Richards/Jagger und beschreibt Faithfulls Drogensucht. Im Leben des in einem Stadthaus am Cheyne Walk lebenden Paares spielte Drogenkonsum, etwa von LSD, bereits früh eine Rolle; im Februar 1967 wurden sie des unerlaubten Drogenbesitzes beschuldigt und nach einer Party in Keith Richards’ Landhaus verhaftet.
Nachdem Jagger eine Beziehung mit dem Fotomodell Marsha Hunt begonnen hatte, machte Faithfull ihre darauffolgende eigene Affäre mit dem italienischen Fotografen Mariano Schifrino öffentlich. 1969 wurde sie nach der Trennung von Jagger heroinabhängig, nachdem sie im Sommer 1968 durch eine Fehlgeburt eine gemeinsame Tochter verloren hatte, während sie sich mit ihrem Sohn bei ihrer Mutter in Irland aufhielt. Das Gerücht, sie sei im Juli 1971 in Paris in die mysteriösen Todesumstände von Jim Morrison verwickelt gewesen, stellte sich als falsch heraus, insbesondere die Behauptung, Faithfull sei bei Morrisons Leiche gewesen oder habe ihm sogar, quasi als „Sister Morphine“, den Goldenen Schuss gesetzt. Wie Faithfull in ihrer Autobiographie beschrieb, bezogen sie und Morrison ihr Heroin lediglich von derselben Person – darin bestand die einzige Verbindung zu seinem Tod.

### Comeback und spätere Karriere
Auf dem Tiefpunkt ihrer Heroinsucht lebte Faithfull eine Weile obdachlos in London. Zudem hatte sie Bulimie und Suizidgedanken. Erst 1979 gelang ihr nach etwa einem Jahrzehnt mit dem Album Broken English ein Comeback. Nun versuchte sie, ihre künstlerische Karriere nicht nur als Musikerin, sondern auch als Theaterschauspielerin aufzubauen. Die Single-Auskopplung The Ballad of Lucy Jordan, ein Lied, das Shel Silverstein für Dr. Hook & the Medicine Show geschrieben hatte, erreichte in Deutschland Platz fünf der Charts und hielt sich insgesamt elf Wochen in den Top 10.
Von ihrer Heroinsucht befreite sie sich erst 1985 vollständig („I had my last shot in 1985“). In dem Filmporträt Marianne Faithfull – Der raue Glanz der Seele (2016) der Regisseurin Sandrine Bonnaire schildert Faithfull in Bezug auf ihr 1985 erschienenes Album Rich Kid Blues: „Ich war heroinabhängig, als ich diese Platte machte. Jahrelang hab ich die Platte deswegen gehasst, weil sie mich an meine Heroinabhängigkeit erinnerte. Mike Leander kam des Weges, er suchte und fand mich. Er sagte, er wollte diese Platte machen, also haben Jam Records mich für eine kurze Weile von der Straße geholt und in eine Wohnung gesteckt […] Wie ich arbeiten konnte? Ich habe einfach gearbeitet. Was hast du denn gedacht? Dass man nicht arbeiten kann, wenn man Drogen nimmt? Doch, man kann.“
Im selben Dokumentarfilm erklärt Faithfull bezogen auf das Jahr 1981, in dem sie, nachdem sie das Album Dangerous Acquaintances veröffentlicht hatte, ihren Lebensmittelpunkt nach New York verlegte: „Ich war illegal in den USA. Alles an mir war so, dass die Amerikaner damit nicht umgehen konnten […] Sie steckten mich in ein Flugzeug nach Kanada in Ketten. Bis zum heutigen Tag, wenn ich in die USA reisen wollte, müsste ich zur amerikanischen Botschaft in Paris gehen und eine schreckliche Prozedur über mich ergehen lassen. Ich benötige ein spezielles Visum. Ich bin, was man einen unerwünschten Ausländer nennt [undesirable alien].“
Ein weiterer Meilenstein ihrer musikalischen Laufbahn war 1987 Strange Weather. In den 1990er Jahren arbeitete sie auch mit jungen Musikern und Bands zusammen, darunter Pulp und Metallica (bei dem Song The Memory Remains). 1994 erschien ihre Interpretation von Van Morrisons Madame George als Single (auch auf Van Morrisons No Prima Donna), 2004 ihr Album Before the Poison, auf dem sie u. a. mit Nick Cave und P. J. Harvey zusammenarbeitete. Im selben Jahr trat sie in 75 Vorstellungen von The Black Rider von Robert Wilson auf. 2007 nahm sie mit Patrick Wolf für sein Album The Magic Position das Duett Magpie auf. 
Ihr Album She Walks in Beauty, an dem sie gearbeitet hatte, als sie schwer an COVID-19 erkrankte, erschien Ende April 2021; Faithfull und ihr Umfeld kündigten an, es werde vermutlich ihr letztes sein, da sie wegen der Lungenschäden nicht mehr werde singen können.

### Tätigkeit als Schauspielerin
Faithfull betätigte sich bereits seit Mitte der 1960er-Jahre in zumeist kleinen und von der Ästhetik des Swinging London geprägten Filmen als Schauspielerin. Charles Wilp engagierte sie als Model für seine Werbekampagne für Afri-Cola. 1967 war in Was kommt danach …? mit Faithfull zum ersten Mal das Wort „fuck“ in einem Film verwendet worden. 1968 war sie Filmpartnerin von Alain Delon in Jack Cardiffs Spielfilm Nackt unter Leder, im darauffolgenden Jahr verkörperte sie in Tony Richardsons Hamlet-Verfilmung an der Seite von Anthony Hopkins die Ophelia.
Später trat sie auch als Theaterschauspielerin auf; sie wirkte bei einer Londoner Aufführung der Drei Schwestern von Tschechow mit und spielte erneut die Ophelia in Shakespeares Hamlet. Ab den 1990er-Jahren war sie wieder vermehrt in Filmen zu sehen. 1994 spielte sie in Shopping mit Sadie Frost, Jason Isaacs und Jude Law. 2007 feierte Faithfull als Hauptdarstellerin des Spielfilms Irina Palm auf der Berlinale einen großen Erfolg und ging wieder auf Welttournee. Insgesamt umfasst ihr filmisches Schaffen bis zum Jahr 2023 rund 50 Film- und Fernsehproduktionen.

### Späteres Leben und Tod
2004 zog Faithfull von Dublin nach Paris und wohnte dort im Quartier de la Madeleine im 8. Arrondissement. Ende der 2010er Jahre zog sie nach London, nach eigenen Angaben, um ihrem Sohn und dessen Familie näher zu sein.
Im September 2006 erkrankte Faithfull an Brustkrebs, zudem litt sie lange Zeit an Hepatitis C. Während der COVID-19-Pandemie wurde auch Faithfull im April 2020 infiziert; sie bekam eine Lungenentzündung und wurde drei Wochen in einem Londoner Krankenhaus behandelt. In dieser Zeit starb ihr Freund und Produzent Hal Willner an den Folgen derselben Infektion. Später erklärte sie, mit den Spätfolgen ihrer Erkrankung, Long COVID, zu kämpfen. Sie leide unter ständiger Erschöpfung und Gedächtnisproblemen, zudem habe sich ihr bereits vorher bestehendes Lungenemphysem verschlechtert. Marianne Faithfull starb im Januar 2025 im Alter von 78 Jahren in London.

## Auszeichnungen
In einer 1999 von dem US-amerikanischen Fernsehsender VH1 zusammengestellten Liste der 100 Greatest Women of Rock & Roll wird Faithfull auf Platz 25 geführt. Am Internationalen Frauentag 2009 wurde sie im Rahmen der Preisverleihung des Women’s World Awards mit dem World Lifetime Achievement Award ausgezeichnet, um ihre über 45-jährige Karriere als Musikerin auf der Bühne und im Film zu honorieren. 2011 wurde ihr die höchstmögliche Commandeur-Ehre des französischen Ordre des Arts et des Lettres zuteil.

## Diskografie
Studioalben

| Jahr | Titel                                        | Höchstplatzierung, Gesamtwochen, AuszeichnungChartplatzierungen (Jahr, Titel, Platzierungen, Wochen, Auszeichnungen, Anmerkungen) | Höchstplatzierung, Gesamtwochen, AuszeichnungChartplatzierungen (Jahr, Titel, Platzierungen, Wochen, Auszeichnungen, Anmerkungen) | Höchstplatzierung, Gesamtwochen, AuszeichnungChartplatzierungen (Jahr, Titel, Platzierungen, Wochen, Auszeichnungen, Anmerkungen) | Höchstplatzierung, Gesamtwochen, AuszeichnungChartplatzierungen (Jahr, Titel, Platzierungen, Wochen, Auszeichnungen, Anmerkungen) | Höchstplatzierung, Gesamtwochen, AuszeichnungChartplatzierungen (Jahr, Titel, Platzierungen, Wochen, Auszeichnungen, Anmerkungen) | Anmerkungen |
| Jahr | Titel                                        | DE | AT | CH | UK | US | Anmerkungen |
| ---- | -------------------------------------------- | --- | --- | --- | --- | --- | --- |
| 1965 | Come My Way                                  | — | — | — | UK12 (7 Wo.)UK | — | Erstveröffentlichung: 15. April 1965 nur im Vereinigten Königreich veröffentlicht |
| 1965 | Marianne Faithfull                           | — | — | — | UK15 (2 Wo.)UK | US12 (31 Wo.)US | Erstveröffentlichung: 15. April 1965 |
| 1965 | Go Away from My World                        | — | — | — | — | US81 (16 Wo.)US | Erstveröffentlichung: Dezember 1965 nur in den Vereinigten Staaten veröffentlicht |
| 1966 | Faithfull Forever                            | — | — | — | — | — | Erstveröffentlichung: November 1966 nur in USA und Japan erschienen (Lucky Girl + I’m The Sky nur auf diesem Album erschienen sonst auf keiner anderen LP oder CD bisher veröffentlicht worden) |
| 1966 | North Country Maid                           | — | — | — | — | — | Erstveröffentlichung: 1966 |
| 1967 | Love in a Mist                               | — | — | — | — | — | Erstveröffentlichung: 1967 |
| 1977 | Dreamin’ My Dreams                           | — | — | — | — | — | Erstveröffentlichung: Januar 1977 |
| 1979 | Broken English                               | DE4 Gold · (32 Wo.)DE | AT3 (18 Wo.)AT | — | UK57 (3 Wo.)UK | US82 (15 Wo.)US | Erstveröffentlichung: Oktober 1979 |
| 1981 | Dangerous Acquaintances                      | — | — | — | UK45 (4 Wo.)UK | US104 (9 Wo.)US | Erstveröffentlichung: September 1981 |
| 1983 | A Child’s Adventure                          | DE60 (2 Wo.)DE | — | — | UK99 (1 Wo.)UK | US107 (7 Wo.)US | Erstveröffentlichung: März 1983 |
| 1985 | Rich Kid Blues                               | — | — | — | — | — | Erstveröffentlichung: 1985 Doppelalbum |
| 1987 | Strange Weather                              | — | — | — | UK78 (2 Wo.)UK | — | Erstveröffentlichung: Juli 1987 |
| 1995 | A Secret Life                                | — | — | — | — | — | Erstveröffentlichung: 21. März 1995 |
| 1998 | Weill: The Seven Deadly Sins and Other Songs | — | — | — | — | — | Erstveröffentlichung: 15. September 1998 |
| 1999 | Vagabond Ways                                | — | — | — | UK86 (1 Wo.)UK | — | Erstveröffentlichung: 14. April 1999 |
| 2002 | Kissin Time                                  | DE49 (3 Wo.)DE | AT42 (4 Wo.)AT | CH47 (4 Wo.)CH | — | — | Erstveröffentlichung: 19. Februar 2002 |
| 2004 | Before the Poison                            | — | — | CH61 (4 Wo.)CH | — | — | Erstveröffentlichung: 27. September 2004 |
| 2008 | Easy Come, Easy Go                           | DE51 (2 Wo.)DE | — | CH28 (3 Wo.)CH | UK100 (1 Wo.)UK | US182 (1 Wo.)US | Erstveröffentlichung: 10. November 2008 |
| 2011 | Horses and High Heels                        | DE35 (2 Wo.)DE | AT68 (1 Wo.)AT | CH26 (4 Wo.)CH | — | — | Erstveröffentlichung: 28. Januar 2011 |
| 2014 | Give My Love to London                       | DE60 (1 Wo.)DE | — | CH25 (5 Wo.)CH | UK64 (1 Wo.)UK | — | Erstveröffentlichung: 26. September 2014 |
| 2018 | Negative Capability                          | DE27 (4 Wo.)DE | AT20 (5 Wo.)AT | CH14 (8 Wo.)CH | UK44 (1 Wo.)UK | — | Erstveröffentlichung: 2. November 2018 |
| 2021 | She Walks in Beauty                          | DE28 (1 Wo.)DE | AT21 (1 Wo.)AT | CH28 (3 Wo.)CH | UK88 (1 Wo.)UK | — | Erstveröffentlichung: 30. April 2021 mit Warren Ellis |

grau schraffiert: keine Chartdaten aus diesem Jahr verfügbar

## Filmografie (Auswahl)
- 1966: Made in USA
- 1967: Anna (Fernsehfilm)
- 1967: Was kommt danach …? (I’ll Never Forget What’s ’is Name)
- 1968: Nackt unter Leder (The Girl on a Motorcycle)
- 1969: Hamlet
- 1970: Cucumber Castle (Fernsehfilm)
- 1972: Lucifer Rising (Kurzfilm)
- 1974: Ghost Story
- 1976: Assault on Agathon
- 1992: Obsession (The Turn of the Screw) (Stimme)
- 1993: Wenn Schweine fliegen (When Pigs Fly)
- 1994: Shopping
- 1994: Moondance
- 1996: Crimetime – Das Auge des Verbrechens (Crimetime)
- 1996–2001: Absolutely Fabulous (Fernsehserie, 3 Folgen)
- 1997: Metallica: The Memory Remains (Musikvideo)
- 2001: Intimacy
- 2001: Far From China
- 2004: Nord-Plage
- 2006: Paris, je t’aime (Episodenfilm, Episode „Le Marais“)
- 2006: Marie Antoinette
- 2007: Irina Palm
- 2011: Faces in the Crowd
- 2012: Belle du Seigneur
- 2013: The Girl from Nagasaki
- 2021: Dune (Dune: Part One) (Stimme)
- 2022: This Much I Know to Be True (Dokumentarfilm)
- 2023: Anrufung der Wildnis (Wild Summon) (Kurzfilm, Stimme)

## Theatrografie
- 1967: Three Sisters (Royal Court Theatre, London)
- 1967: Gala Night at the Royal (Theatre Royal, York)
- 1969: Hamlet (The Roundhouse, London)
- 1974: The Collector (St Martin’s Theatre, London und Wyvern Theatre, Swindon)

## Schriften
- (mit David Dalton) Faithfull: an autobiography. New York: Cooper Square Press, 2000 (zuerst 1994), ISBN 0-8154-1046-8. Deutsche Ausgaben:
  - (mit David Dalton) Faithfull: eine Autobiographie. Zweitausendeins, Frankfurt am Main 1995, ISBN 3-86150-116-3.
  - (mit David Dalton) Marianne Faithfull: eine Autobiographie. Rowohlt, Reinbek bei Hamburg 1997, ISBN 3-499-22117-9 (lizenziert von Zweitausendeins).
- Memories, Dreams and Reflections. HarperCollins UK, 2008 (zuerst 2007), ISBN 978-0-00-724581-9. Deutsche Ausgabe:
  - Memories. Blanvalet Verlag, München 2009, ISBN 978-3-7645-0306-2.
- (mit François Ravard) Marianne Faithfull: Bilder meines Lebens. Verlag Edel Books, Hamburg 2014, ISBN 978-3-8419-0313-6.